# Орланд (Индијана)
Орланд (енгл. Orland) град је у америчкој савезној држави Индијана.

## Демографија
По попису из 2010. године број становника је 434, што је 93 (27,3%) становника више него 2000. године.
| Група             | 2000.       | 2010.       |
| Белци             | 337 (98,8%) | 386 (88,9%) |
| Афроамериканци    | 0 (0,0%)    | 5 (1,2%)    |
| Азијати           | 1 (0,3%)    | 0 (0,0%)    |
| Хиспаноамериканци | 1 (0,3%)    | 39 (9,0%)   |
| Укупно            | 341         | 434         |